# Luzian Franzini

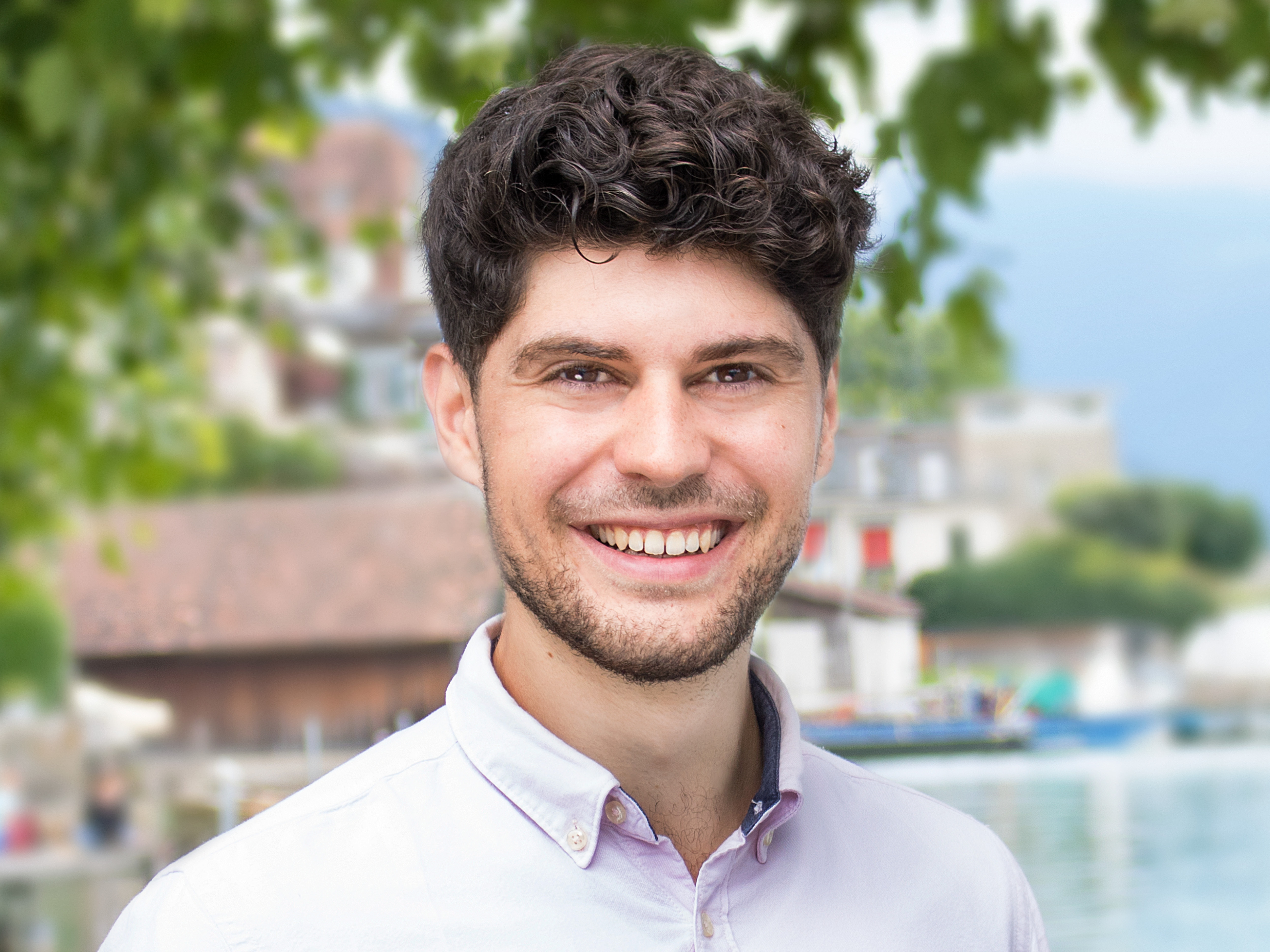
Luzian Franzini (2019)

Luzian Franzini (* 17. Januar 1996 in Zug) ist ein Schweizer Politiker (Junge Grüne/Grüne). Er ist Co-Präsident der Alternative - die Grünen Zug, Mitglied des Zuger Kantonsrats und Generalsekretär der Grünen Schweiz.

## Leben
Franzini wuchs als älterer von zwei Kindern in Rotkreuz ZG auf. Er absolvierte die Kantonsschule Zug, die er 2015 mit der Maturität abschloss. Seine Maturaarbeit mit dem Titel «Geplante Obsoleszenz: Zwei wirtschaftsethische Lösungsmodelle im Vergleich» wurde mit dem 2. Röthlisberger Preis ausgezeichnet. Er studierte Internationale Beziehungen an der Universität Genf und der Université Cheikh Anta Diop de Dakar. Danach studiert er im Master PPE (Philosophy, Politics and Economics) an der Universität Luzern. Als Co-Generalsekretär des Verbands der Schweizer Studierendenschaften VSS-UNES setzte er sich von 2022 bis 2025 für Studierende ein. Seit 2025 ist er Generalsekretär der Grünen Schweiz. Franzini lebt in Zug.

## Politik
Politisiert wurde Franzini durch die Nuklearkatastrophe von Fukushima sowie durch die Abwahl des Zuger Nationalrates Josef Lang im Jahr 2011. 2014 gründet er gemeinsam mit Jungen Grünen aus Luzern, Nidwalden und Zug die Jungen Grünen Zentralschweiz, dessen Co-Präsident er von 2014 bis 2016 war. 2016 wurde er im ersten Wahlgang ins Co-Präsidium der Jungen Grünen Schweiz gewählt. 2018 wurde er ins Vizepräsidium der Grünen Schweiz gewählt, dem er bis 2022 angehörte. 2018 leitete er das Referendumskomitee gegen das Geldspielgesetz «für Suchtprävention und gegen Netzsperren», das aus Grundrechtsorganisationen und linken Parteien bestand. Im Oktober 2018 verpasste Franzini die Wahl in den Zuger Kantonsrat um 22 Stimmen. 2019 leitete er die Kampagne zur Eidgenössische Volksinitiative «Zersiedelung stoppen – für eine nachhaltige Siedlungsentwicklung (Zersiedelungsinitiative)». Im September 2019 rückte er als Nachfolger von Vroni Straub-Müller in den Zuger Kantonsrat nach. Im Januar 2020 trat er als Co-Präsident der Jungen Grünen Schweiz zurück. Seit 2022 ist Franzini Co-Präsident der Alternative - die Grünen Zug und seit 2025 Generalsekretär der Grünen Schweiz.